# Jon Morgan Searle
Jon Morgan Searle va ser un periodista i editor gibraltareny. Va ser corresponsal de l'agència de notícies Reuters i The Times de Londres.

## Biografia
Jon Searle va néixer a Buckfast, Devon, el 22 de juny de 1930. Quan era un nen, es va traslladar al Canadà després de la mort de la seva mare, i va ser criat per amics de la família. Es va llicenciar en Belles Arts a la Universitat McGill a Quebec, abans de retornar al Regne Unit, on va servir en el Royal Army Education Corps.
Durant el seu servei militar, va ser enviat a Gibraltar, per primer cop, on va ensenyar art i ha conegut la seva futura esposa, Lina. La parella va tornar a Anglaterra, on Lina va estudiar fisioteràpia a Manchester i Jon es va graduar en sociologia a Liverpool. Després de completar els seus estudis, la parella va viure durant algun temps a Coventry, abans de retornar a Gibraltar.
A La Roca, Jon Searle va treballar com a oficial de llibertat condicional i professor de l'escola St. Jago, a finals dels anys 1950. En aquest moment, va sorgir l'oportunitat de formar part de l'equipe de periodistes del Gibraltar Chronicle, i el 1966, Searle s'havia convertit en editor del diari, càrrec que va ocupar fins a 1986. Durant molts anys, també es va exercir com a secretari de la Biblioteca Garrison. El seu fill, Dominique, es va convertir en editor del Chronicle el 1996.
Jon Searle va morir el 13 de març de 2012.

## Autobiografia
- Song for a new life[3]